# Podenc andalús maneto
El maneto és una raça de gos autòctona d'Andalusia, Espanya. S'usa sovint per a la caça de conills i perdius. No és convenient tenir a un podenc i a un conill o un altre rosegador de mascota.
Es tracta bàsicament d'un podenc andalús de grandària mitjana afectat d'acondroplàsia o bassetisme que la Reial Societat Canina d'Espanya ha acceptat de manera provisional com una raça pròpiament dita. Aquesta raça tendeix a no agradar-li la corretja, ja que són juganers. Una cosa que li agrada a un maneto és jugar mentre fa exercici, ja que és bo conservar la forma del gos. S'han de cuidar les seves dents, ja que es desgasten sovint.